# تحيا مصر (فرقاطة)
تحيا مصر هي فرقاطة من فئة فريم، تعُد الفرقاطة تحيا مصر المضادة للغواصات ثالث فرقاطة بنيت في أحواض بناء السفن DCNS في لوريان، كانت ستدخل الخدمة في البحرية الفرنسية واتخاذ اسم نورماندي. في فبراير عام 2015 تم بيعها للقوات البحرية المصرية قبل تسليمها إلى القوات البحرية الفرنسية. وتم إعادة تغير اسم الفرقاطة من نورماندي إلى تحيا مصر.

## البناء
بدأ بنائه في 8 أكتوبر 2009, بدأت التجارب البحرية في أكتوبر 2013. وسُلمت فرقاطة تحيا مصر للبحرية المصرية 23 يونيو عام 2015. أبحرت للمرة الأولى تحت العلم المصري في 24 يونيو عام 2015، وشارك في استعراض بحري في افتتاح القناة السويس الجديدة في 6 أغسطس عام 2015.

## معرض صور

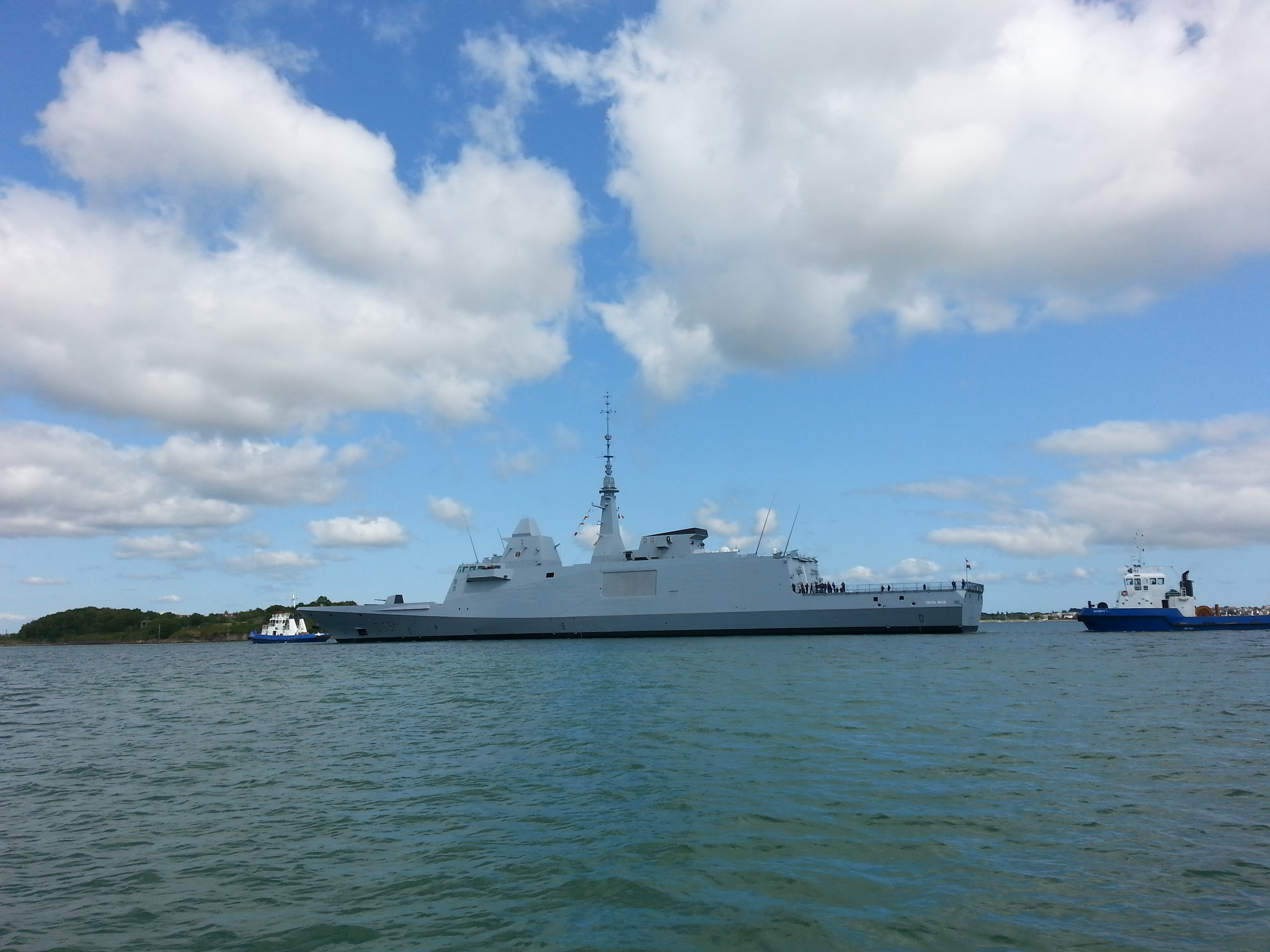
الفرقاطة تحيا مصر في لوريان في 2 يوليو عام 2015
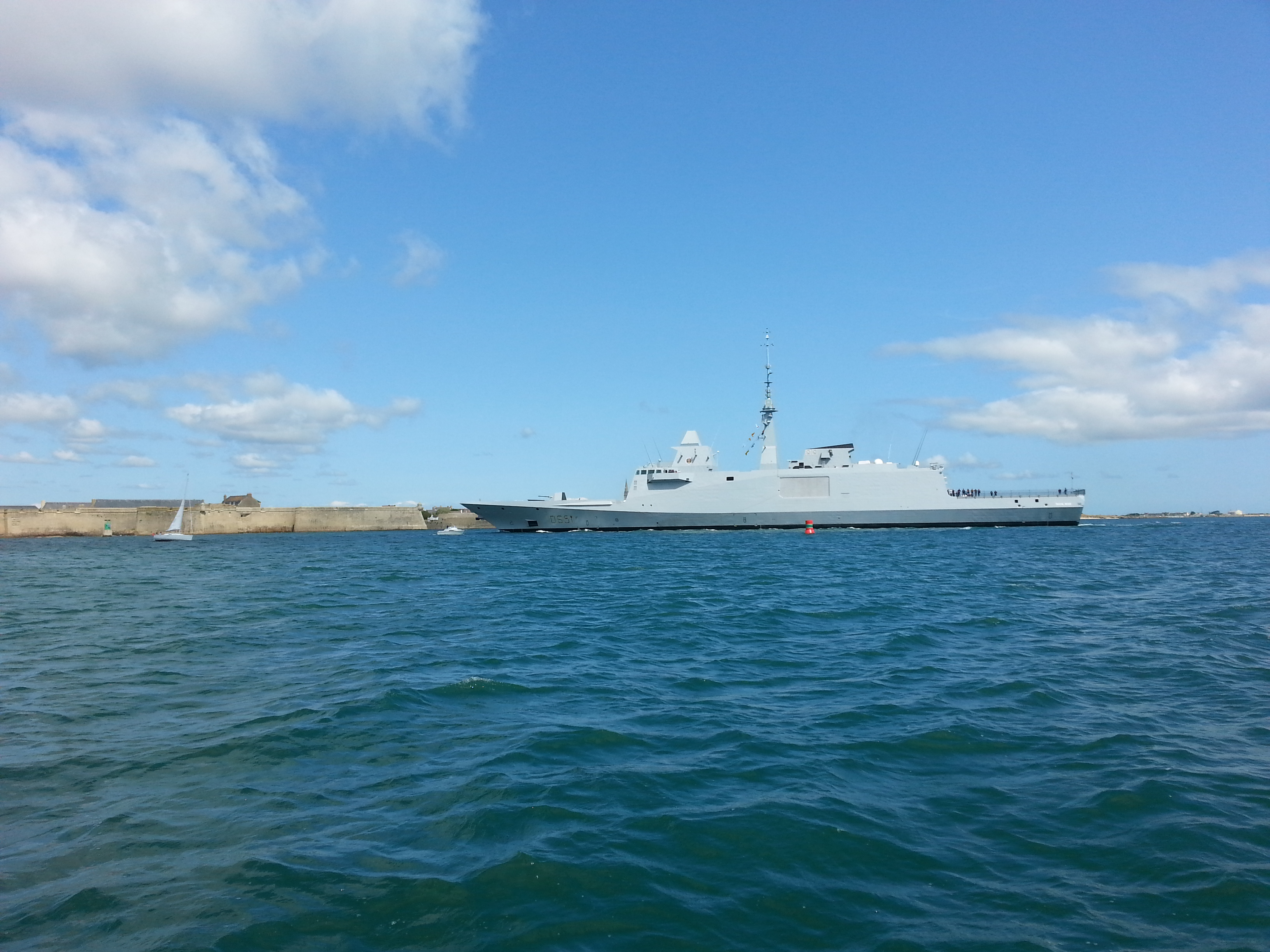
الفرقاطة تحيا مصر
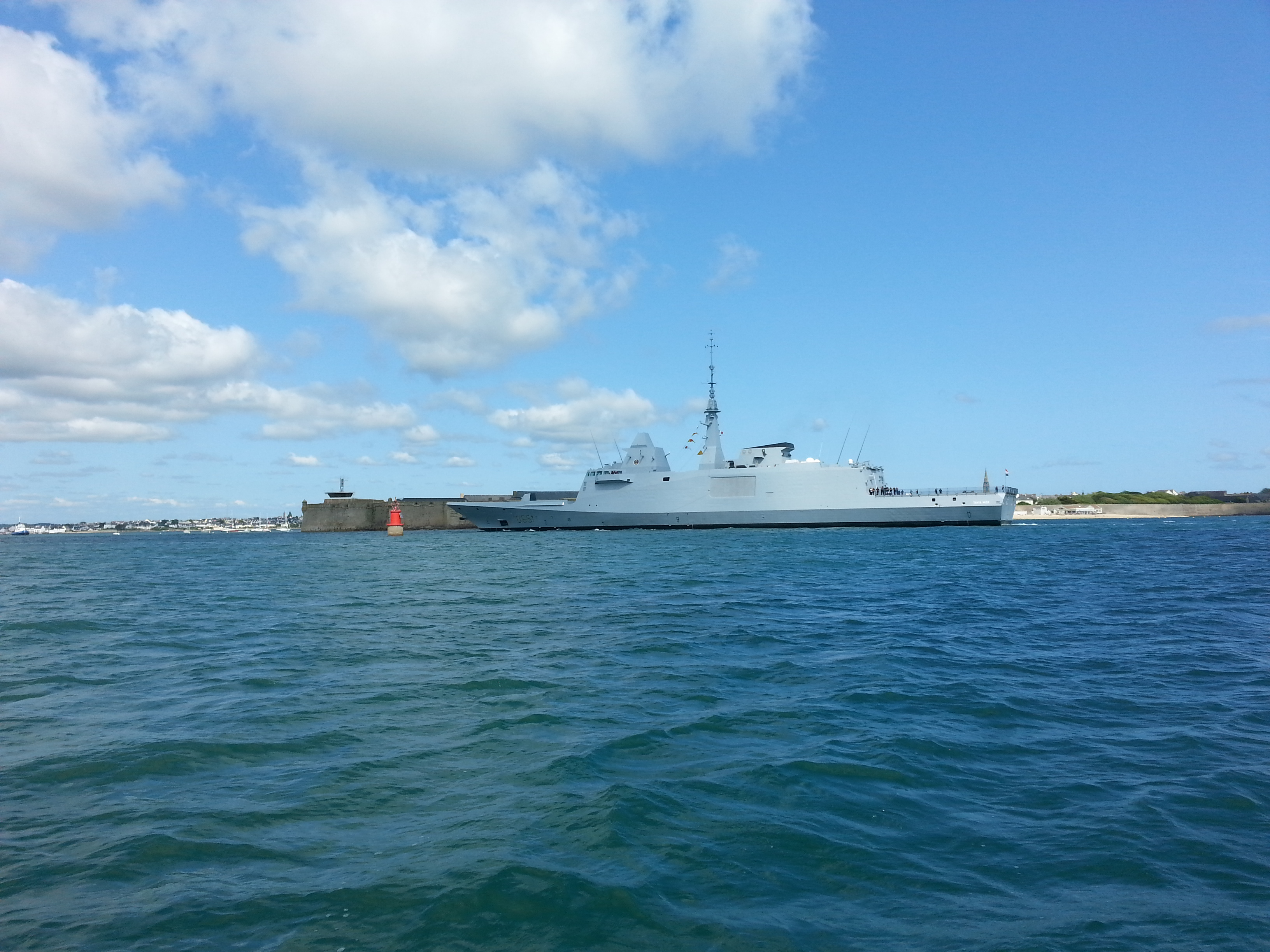
الفرقاطة تحيا مصر